# Chnan
 (octobre 2012).
 (septembre 2015).
Chnan (en arabe : شنان) est un village syrien.

## Situation géographique
Le village de Chnan est situé dans la partie orientale du Mont AzZawya, à une distance d'environ 30 km au sud de la ville d'Idleb et au nord-ouest de la ville de Ma'arrat AlNuman, à 13 km environ. Il fait partie du district administratif d'Ariha.

## Histoire antique
Les maisons dispersées sont le reflet des périodes que les habitants ont vécues ; elles sont un mélange d'architecture byzantine, romane, d'un patrimoine du début de l'ère islamique, de maisons AlGhams (de boue) qui étaient prédominantes à la fin de l'époque ottomane, et des bâtiments modernes, qui ont commencé à apparaître récemment, sur les côtés d'une vallée qui traverse le village d'Est en Ouest. Chnan est l'un des plus beaux villages en Montagne AzZawya par son environnement et son emplacement. Elle contient également de nombreux sites archéologiques appartenant principalement aux cultures romaines et byzantines, et le site appelé Serfos Oum, qui était une halte pour caravanes qui se rendaient d'Ebla à Ougarit en passant par ici. Ses vestiges sont encore présents dans l'ouest du village, dans une région montagneuse, qui peut servir de station d'été parce qu'il y fait plus frais en cette saison et offre une belle vue sur la région à l'est du village.
Le village contient de nombreuses tombes romaines sculptés dans la roche et le plus souvent cachées dans des sortes de grottes ; on y voit également une plaque sculptée dans la roche et peinte d'une représentation de Néron, l'empereur romain, ainsi que la statue d'un lion et d'une jeune fille.

## L'activité agricole
Le village a une population de 5 000 personnes (selon le dernier recensement). La plupart d'entre eux travaillent dans l'agriculture, en dépit de la sévère rudesse de son territoire ; cependant, il a été en mesure de se faire un nom parmi les villages agricoles de la région, grâce aux mains de ses enfants. Sa principale espèce est l'abricotier, qui est la plus cultivée dans le village, et la production a atteint plus de 75 tonnes d'abricot de différents types en 2008.

## Services dans le village
Les principaux services existants dans le village sont : l'administration municipale, deux écoles pour l'éducation élémentaire (premier cycle et deuxième cycle), une succursale de société coopérative, une mosquée, une pharmacie, le raccordement aux réseaux d'électricité, d'eau et de téléphone.